# Relations entre le Bangladesh et les Philippines
Les relations entre le Bangladesh et les Philippines sont les relations bilatérales de la république populaire du Bangladesh et de la république des Philippines.

## Histoire
Les Philippines ont reconnu le Bangladesh le 24 février 1972 et ont établi des liens diplomatiques. Elles ont été l'un des premiers pays à reconnaître le Bangladesh après son indépendance en 1971. Le Bangladesh a une ambassade résidente aux Philippines et les Philippines ont un ambassadeur résident au Bangladesh,. Le Bangladesh a ouvert une ambassade aux Philippines en 1981.

## Visites d'État
Le premier président du Bangladesh, Sheikh Mujibur Rahman, s'est rendu à Manille en 1973, en revenant d'une visite à Tokyo, et y a exprimé sa gratitude au peuple des Philippines pour sa reconnaissance du Bangladesh. L'ancien président Hossain Mohammad Ershad a effectué une visite d'État aux Philippines du 9 au 12 octobre 1989. Fidel V. Ramos s'est rendu au Bangladesh du 5 au 7 mars 1997 et la Première ministre Sheikh Hasina a visité la République des Philippines la même année en septembre à l'invitation de la présidente Corazon Aquino, mère de l'actuel président Benigno S. Aquino-III.

## Relations économiques
En janvier 2015, une délégation de 10 membres du Bangladesh-Philippines Chamber of Commerce and Industry (Chambre de commerce et d'industrie Bangladesh-Philippines - BPCCI) s'est rendue à New Dehli et y a rencontré des membres du Philippine Trade and Investment Center (Centre de commerce et d'investissement des Philippines - PTIC) pour promouvoir les affaires entre les deux pays.
Le Bangladesh a importé des marchandises pour une valeur de 78,22 millions de dollars US et a importé des marchandises des Philippines pour une valeur de 19,32 millions pour l'année fiscale 2013-2014. Le Bangladesh est le troisième plus grand partenaire commercial des Philippines en Asie du Sud. En février 2016, 81 millions de dollars US ont été volés à la Bangladesh Bank et ont été blanchis par l'intermédiaire d'une banque aux Philippines,. Les Philippines ont rapatrié 15 millions de dollars de l'argent volé.